# Úrsula Martín Oñate
Úrsula Martín Oñate (Madrid, 1 de junio de 1976) es una deportista española que compitió en judo. Ganó tres medallas en el Campeonato Europeo de Judo entre los años 1997 y 2000.
Participó en los Juegos Olímpicos de Sídney 2000, donde finalizó quinta en la categoría de –70 kg.

## Palmarés internacional
| Campeonato Europeo | Campeonato Europeo      | Campeonato Europeo | Campeonato Europeo |
| Año                | Lugar                   | Medalla            | Categoría          |
| ------------------ | ----------------------- | ------------------ | ------------------ |
| 1997               | Ostende (Bélgica)       | Medalla de plata   | –66 kg             |
| 1999               | Bratislava (Eslovaquia) | Medalla de bronce  | –70 kg             |
| 2000               | Breslavia (Polonia)     | Medalla de oro     | –70 kg             |